# Charles Zachary Bornstein
Charles Zachary Bornstein (* 12. Januar 1951) ist ein US-amerikanischer Dirigent und Dirigierlehrer.

## Karriere
Charles Zachary Bornstein studierte u. a. in Wien, machte seinen Abschluss jedoch an der Juilliard School in New York.
Er ist bekannt in erster Linie als Interpret von Iannis Xenakis, außerdem als Dirigierlehrer des Mahler-Dirigenten Gilbert Kaplan.